# Epoka wiktoriańska

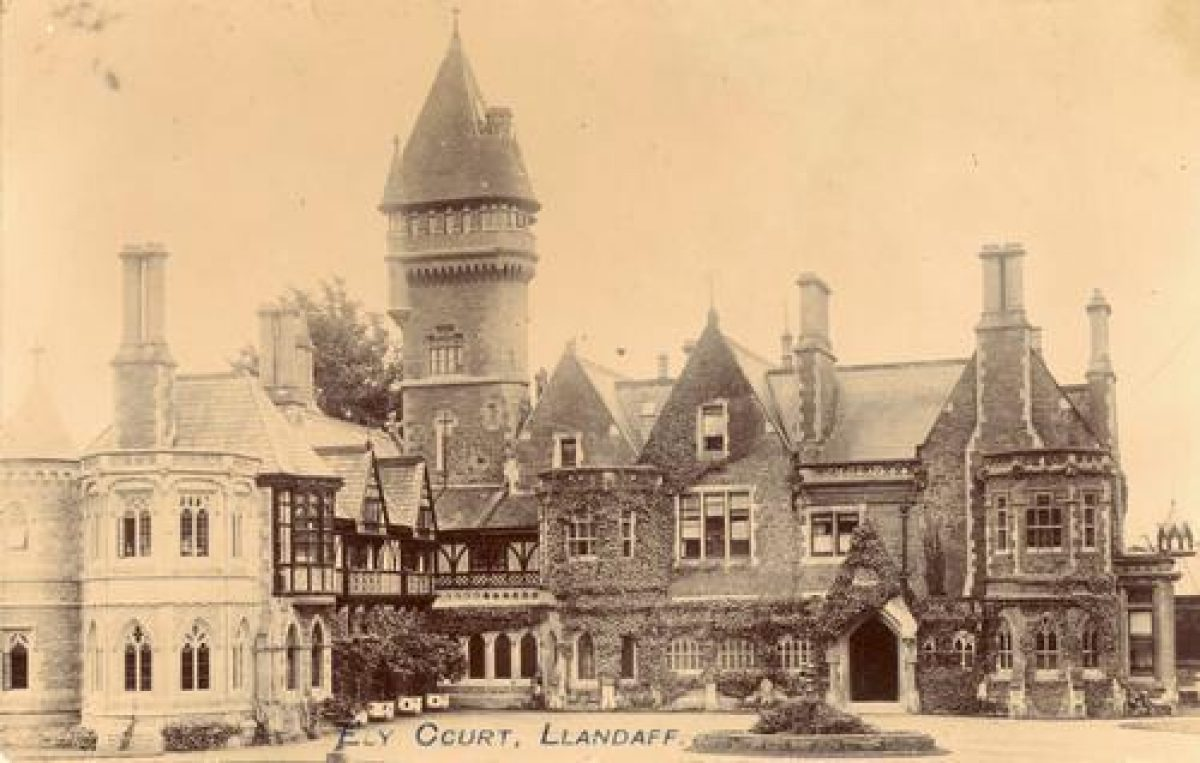
Dom z epoki

Epoka wiktoriańska – okres w dziejach Wielkiej Brytanii pod panowaniem królowej Wiktorii Hanowerskiej, która sprawowała rządy w latach 1837–1901. Nastąpiła między epoką georgiańską a epoką edwardiańską.
Był to jeden z najdłuższych nieprzerwanych okresów panowania jednego monarchy w nowożytnej historii. Wielka Brytania była wtedy u szczytu potęgi imperialnej, mówiło się, że nad imperium brytyjskim „słońce nigdy nie zachodzi”. Były to też czasy rewolucji przemysłowej.

## Gospodarka
W kraju panowała stabilizacja i rósł dobrobyt, a Wielka Brytania stała się największym mocarstwem światowym. Imperium brytyjskie było wówczas największym państwem w dziejach. W siłę rosła imperialna flota wojenna, przechodząca z żaglowców na parowce (pancerniki). Populacja Anglii i Walii prawie podwoiła się: z 16,8 mln w 1851 r. do 30,5 mln w 1901 r. Złotą erę przeżywał brytyjski kolonializm, dziś często oceniany negatywnie. Jednocześnie powiększały się nierówności społeczne. W latach 1848–1849 w Irlandii szalał głód wywołany zarazą ziemniaczaną.
Lokomotywa George’a Stephensona i maszyna parowa Jamesa Watta to symbole ówczesnej Wielkiej Brytanii. Do dzisiaj przetrwały maszyny i metody wytwarzania produktów z tej ery. Niektóre są nadal wytwarzane komercyjnie jak liny z Chatham.

## Społeczeństwo

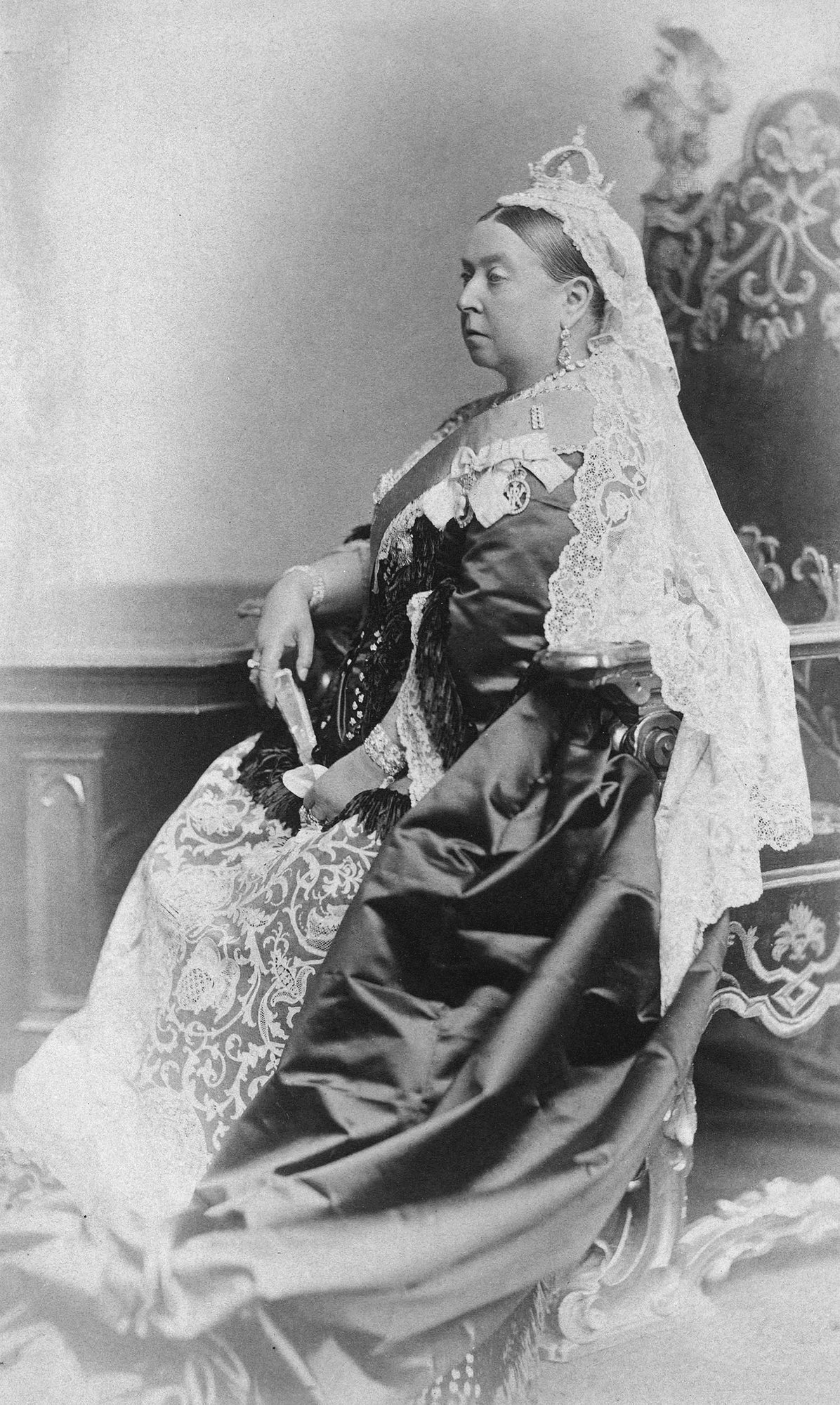
Królowa Wiktoria w jubileuszowym, 50. roku swego panowania (1887)

Panowała wówczas rygorystyczna moralność, głosząca potrzebę ukrywania lub wręcz tłamszenia uczuć, przeciw czemu protestował m.in. Charles Dickens. Wiktorian obowiązywało wiele konwenansów społecznych, do których musieli się dostosowywać. Np. reprezentantce wyższej klasy nie wypadało w towarzystwie zdjąć rękawiczki, gdyż gest ten mógł być uznany za seksualną zachętę; w towarzystwie nie wolno było mówić np. o ciąży, a nawet używać niektórych słów (np. „noga”) jako zbyt bezpośrednio opisujących biologiczność człowieka. Ówczesna medycyna traktowała kobiecy popęd płciowy jako chorobę i zalecała zimne kąpiele. W kodyfikacji odzwierciedleniem tego było rygorystyczne prawo o obscenicznych publikacjach (tzw. ustawa lorda Campbella), uchwalona w 1857 r., które obowiązywała w Wielkiej Brytanii aż do 1959 roku.
Idealna kobieta wiktoriańska to model „anioła w domu” – kobieta zarówno piękna, jak i zaradna, pracowita, odpowiedzialna, będąca strażniczką domowego ciepła i moralności. Panował też model kobiety upadłej (ang. fallen woman), pozbawionej poczucia moralności. To kobieta, która zatraciła się w zbytkach i zgorszeniu cielesnym. Paradoksalnie w epoce wiktoriańskiej bardzo rozwinęła się prostytucja. 
W epoce tej dominowali mężczyźni, panował wręcz kult męskości, w konsekwencji czego z wyrozumiałością traktowano męskie potrzeby cielesne, w tym także homoseksualizm – w teorii karany więzieniem, w praktyce zakazy dotyczyły klas niższych. Główną cechą prawdziwego dżentelmena epoki wiktoriańskiej była powściągliwość i opanowanie w każdej sytuacji. W tamtych czasach dżentelmenem określano osobę, która nie musiała pracować, a utrzymywała się z dochodów z posiadłości ziemskich. Zajęciem godnym dżentelmena była np. polityka, ale nie handel. Dżentelmeni wolny czas spędzali w męskich klubach, na polowaniach i tym podobnych rozrywkach.

## Sztuka
W niektórych dziedzinach sztuki długa stabilizacja polityczna przeistoczyła się w końcu w stagnację i zadowalanie się tą samą, stabilną i solidną, ale niewyszukaną twórczością. Za to literatura piękna rozkwitała. Ducha tej epoki oddają m.in. utwory Charlesa Dickensa, sióstr Brontë (Charlotte, Emily, Anne), Rudyarda Kiplinga, Henry’ego Jamesa, Josepha Conrada i Bernarda Shawa. Z twórczości popularnej opowiadania o Sherlocku Holmesie Conan Doyle’a. W dziedzinie poezji wyróżniali się Alfred Tennyson, Robert Browning, William Morris, Matthew Arnold i Algernon Charles Swinburne.

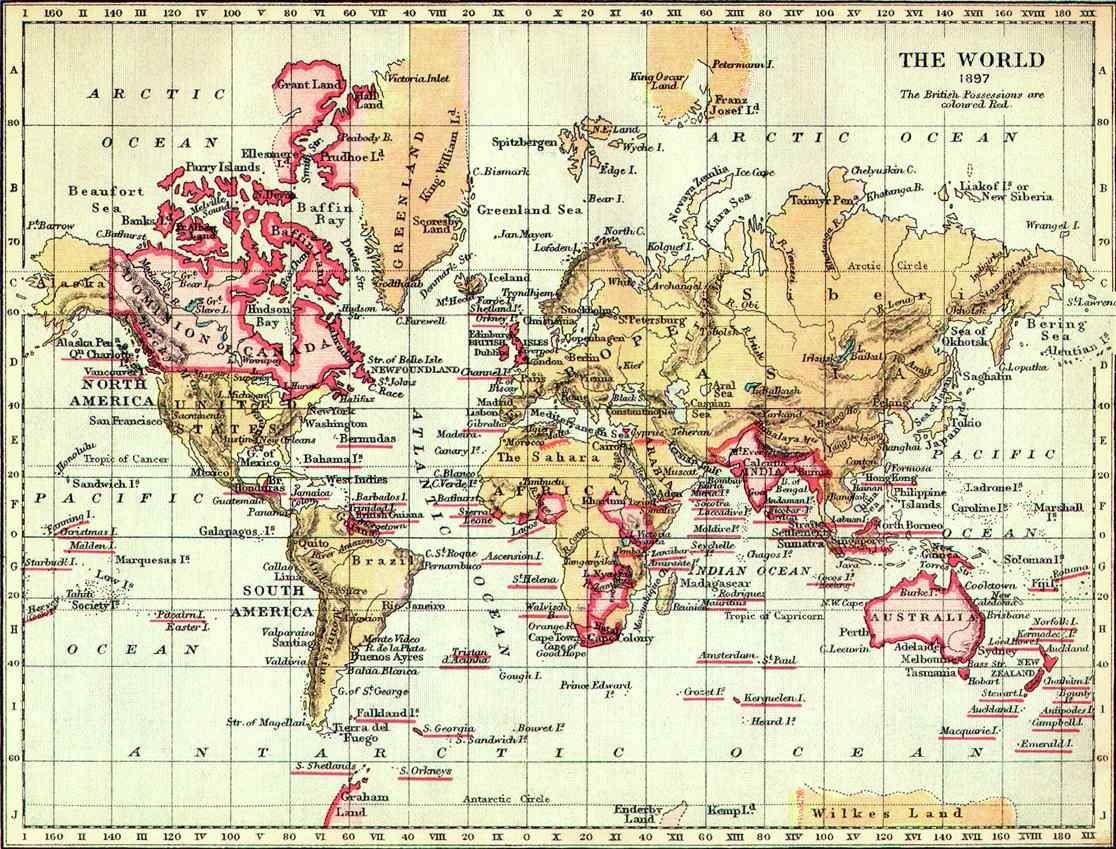
Imperium brytyjskie (1897)